# Giganti (film)
Giganti è un cortometraggio del 2008, diretto da Fabio Mollo.

## Trama
Nel momento in cui cresce e diventa un uomo, Pietro, un quindicenne che vive a Reggio Calabria, inizia a capire la realtà in cui è cresciuto e tocca con mano ciò che rappresenta la mafia nel suo aspetto più violento: il silenzio.

## Riconoscimenti
- 25° Torino Film Festival
  - Miglior cortometraggio
- Short Film Cork Film Festival
  - Premio del Pubblico Giovane miglior corto internazionale
- NovaraCine Festival
  - Premio miglior regia under 30
  - Premio del pubblico
- Padova Videopolis
  - Premio La città e i linguaggi
- Visioni Fuori Raccordo
  - Miglior corto